# Basílica da Estrela

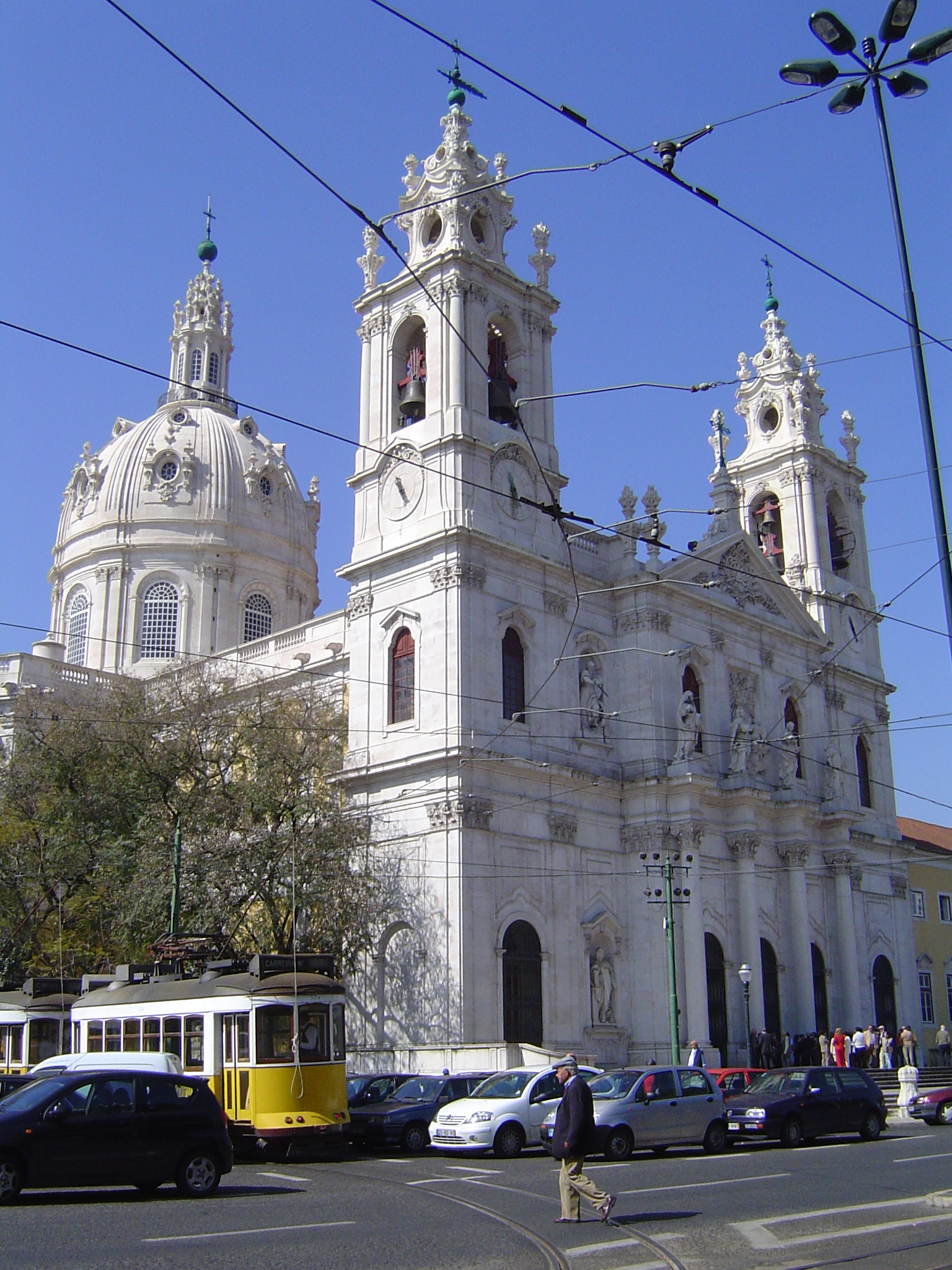
Blick auf Türme und Kuppel

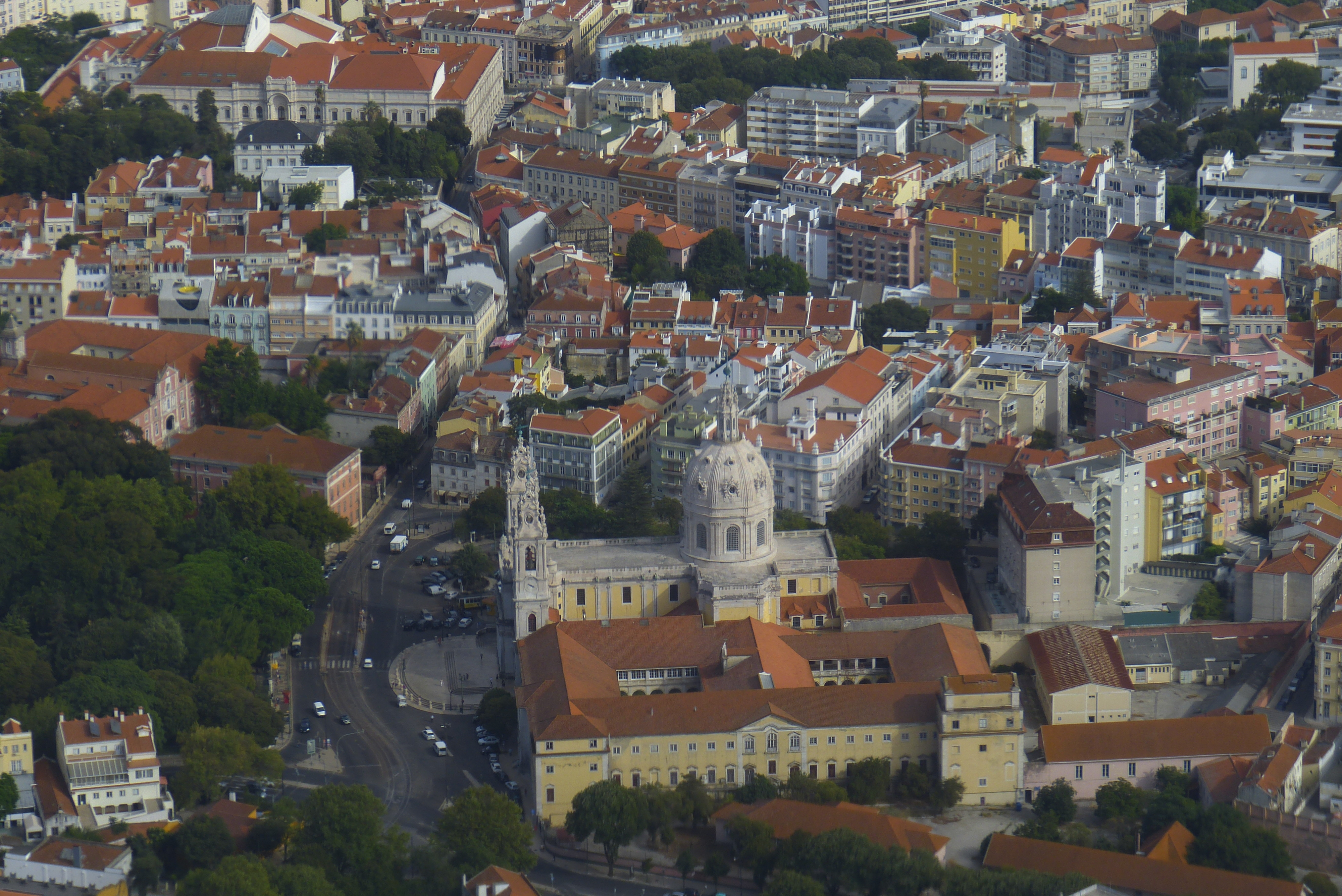
Die Kirche und das Kloster aus der Luft gesehen

Die Basílica da Estrela (so genannt nach dem Grundstück des Infanten, auf dem sie errichtet wurde), eigentlich Real Basílica e Convento do Santíssimo Coração de Jesus („Königliche Basilika und Kloster zum Heiligsten Herzen Jesu“), ist eine Kirche und ein historisches Karmelitenkloster in Lissabon. Es handelt sich um die weltweit erste Kirche, die dem Heiligsten Herzen Jesu gewidmet wurde. 

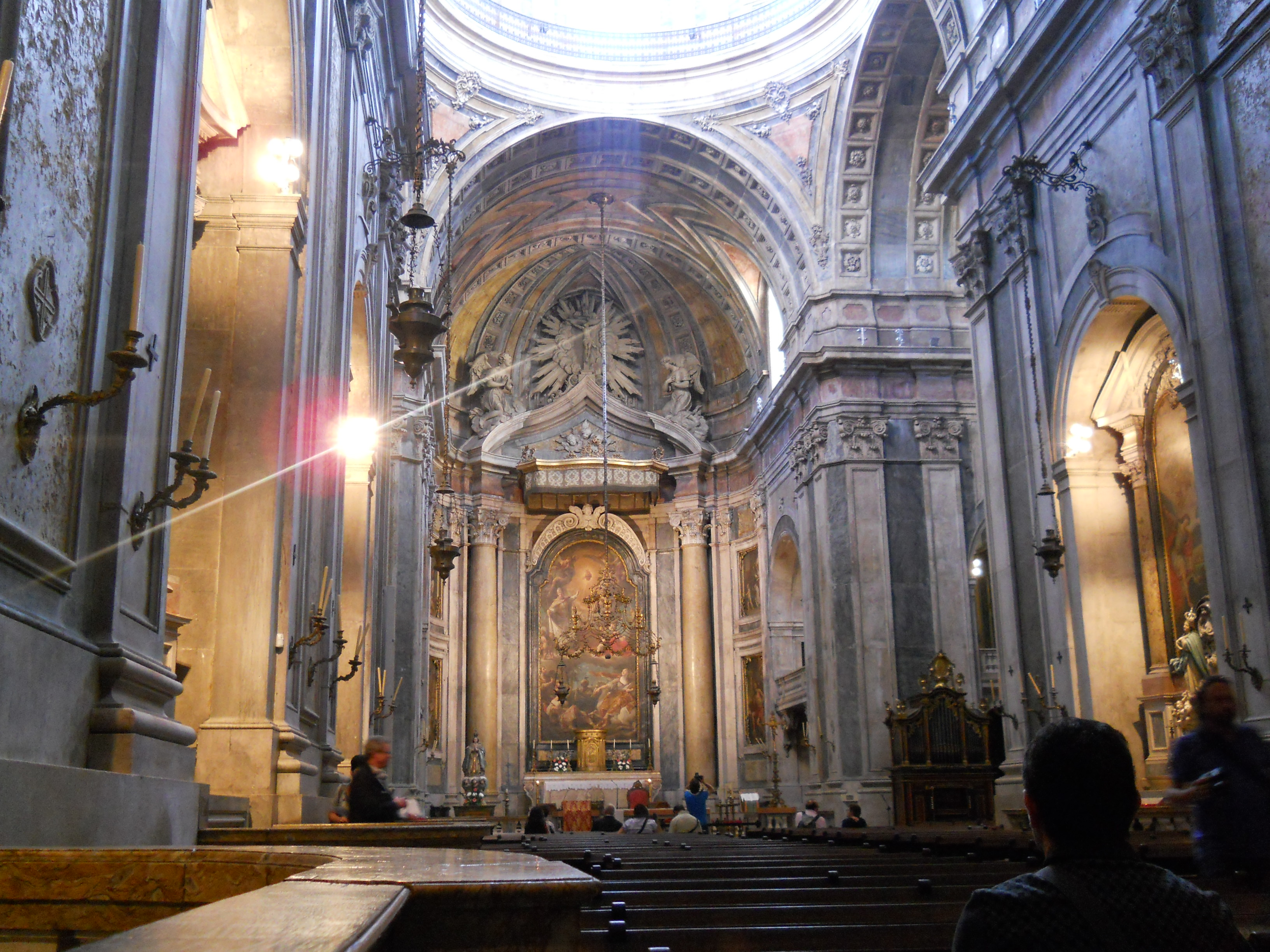
Blick durch die Vierung zum Altar

Das spätere Königspaar Maria I. und Peter III. gelobten die Errichtung einer Kirche, wenn ihnen ein männlicher Thronfolger geschenkt würde. Der Thronfolger Joseph wurde bereits 1761 geboren. Mit ihrer Thronbesteigung 1777 gab Maria den Bau der Kirche in Auftrag, mit dem 1779 begonnen wurde. Die Fertigstellung erfolgte erst 1790, nachdem Prinz Joseph 1788 den Pocken erlegen war.
Entwurf und Ausführung der auf einem Hügel im Westen der Stadt liegenden Barockkirche erfolgten zuerst durch Mateus Vicente de Oliveira und später durch José da Costa e Silva. Sie verfügt wie auch der Palácio Nacional de Mafra oder das Kloster São Vicente de Fora über eine Doppelturmfassade aus weißem Kalkstein. Die frühklassizistischen Glockentürme rahmen ein mit korinthischen Säulen sowie Heiligenfiguren und Allegorien geschmücktes Portal. Der Grundriss der Wandpfeilerkirche zeigt ein lateinisches Kreuz, dessen Vierung eine Kuppel trägt. Wände und Fußboden des großzügigen Kirchenschiffs sind mit grauem, rosafarbenem und gelbem Marmor verkleidet. Fresken und Gemälde stammen teilweise von Pompeo Batoni.
Die Auftraggeberin Königin Maria I. fand hier ihre letzte Ruhe, nachdem sie 1816 im brasilianischen Exil gestorben war. Sie und der im Monumento à Independência do Brasil in São Paulo beigesetzte brasilianische Kaiser Peter I. sind die einzigen Monarchen der portugiesischen Braganza-Dynastie, die nicht im Panteão da Casa de Bragança bestattet wurden.
Koordinaten: 38° 42′ 48″ N, 9° 9′ 38″ W